# 全印工会大会
全印工会大会（英語：All India Trade Union Congress，缩写为AITUC）是印度的一个全国性工会联合会，是目前印度最大的工会联合会之一。该组织成立于1920年10月31日，是印度现存工会联合会中历史最为悠久的一个。
该组织隶属印度共产党。该组织的全国主席是Ramendra Kumar，总书记是Gurudas Dasgupta。该组织的总部位于新德里。2013年，该组织有1420万名成员。该组织是世界工会联合会的成员。